# Johnny Mølby
Johnny Mølby (Kolding, 4 februari 1969) is een Deens voormalig voetballer en voetbalcoach die speelde als middenvelder. Hij is de neef van Jan Mølby.

## Carrière
Mølby maakte zijn debuut voor Vejle BK en speelde er tot in 1991. Nadien ging hij spelen bij het Franse FC Nantes maar ging al snel naar het Duitse Borussia Mönchengladbach. Nadien speelde hij nog voor KV Mechelen tot in 1995, hij keerde nadien terug naar Denemarken bij Aalborg BK, Aarhus GF en als speler-trainer bij Kolding FC.
Hij speelde zestien interlands voor Denemarken, waarmee hij deelnam aan het EK voetbal 1992 dat ze wonnen.
Na zijn spelerscarrière werd hij eerst speler-trainer bij Kolding FC en nadien ook coach tot in 2008. Van 2008 tot 2009 was hij assistent bij Aarhus GF onder Ove Pedersen en Erik Rasmussen, en nadien tot in 2014 trainer bij AC Horsens. Van 2015 tot 2017 trainer bij Viborg FF en in 2018 assistent bij Esbjerg fB onder John Lammers en van 2018 tot 2019 bij KAA Gent onder Jess Thorup. Vanaf 2019 tot 2020 was hij hoofdtrainer bij Vendsyssel FF. In 2021 was hij assistent-coach onder David Nielsen bij Aarhus GF.

## Erelijst
- Denemarken
  - EK voetbal: 1992

1 Schmeichel ·
2 Sivebæk ·
3 K. Nielsen ·
4 Olsen  ·
5 Andersen ·
6 Christofte ·
7 Jensen ·
8 Mølby ·
9 Povlsen ·
10 Elstrup ·
11 Laudrup ·
12 Piechnik ·
13 Larsen ·
14 Frank ·
15 Christensen ·
16 Krogh ·
17 Christiansen ·
18 Vilfort ·
19 P. Nielsen ·
20 Bruun ·
Coach: Møller Nielsen